# 日本基督教
日本的基督宗教歷史，切確記載起始於16世紀安土桃山時代由天主教傳教士進行的傳教活動，但因基督教與日本原有的神道教及先傳入的佛教發生衝突，在豐臣秀吉當政時開始受到迫害，江戶時代更被大規模禁止，導致日本基督徒的活動被迫轉入地下；至明治維新後，日本才重新開放基督教傳播，新教、東正教等其他基督教宗派也在此時開始傳入日本。現今根據日本政府在2017年底的統計，日本基督徒的人口約191萬，佔日本全國居住人口（含旅日外籍人士）約1.2%。

## 歷史

### 戰國時代至安土桃山時代

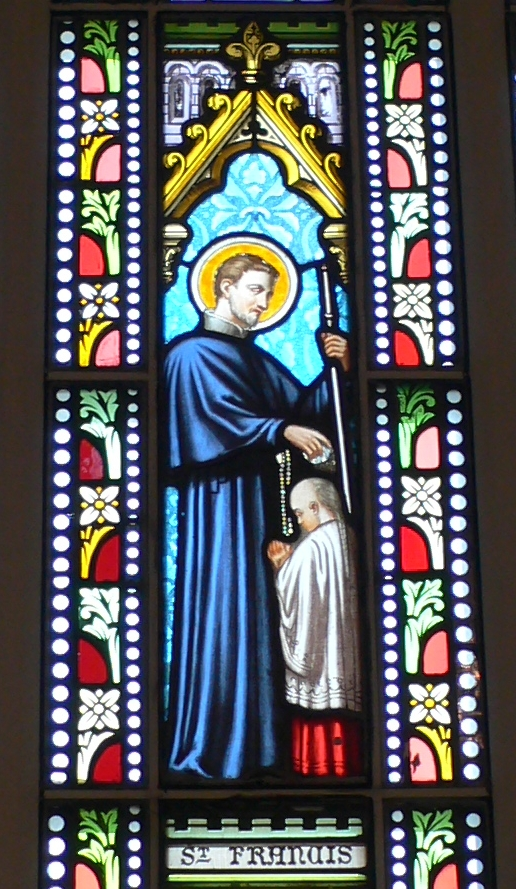
一幅以聖方濟·沙勿略帶華人施洗為題的彩繪玻璃窗（局部圖，攝於香港伯大尼修院）

基督教聶斯脫里派（中国稱為景教）於5世紀頃、由秦河勝等人傳入日本。但是、歷史的文記錄不多、不明確之處很多。
西班牙籍的天主教耶穌會傳教士方濟·沙勿略首先將基督教傳播到日本。1549年8月15日（聖母升天節），沙勿略在日本朋友彌次郎的引介之下，攜同兩位耶穌會士（島來斯神父、斐迪南修士）經麻六甲海峽，輾轉抵達日本九州南部的鹿兒島。沙勿略成為第一位踏上日本國土的天主教傳教士。年底，鹿兒島已經有一百五十人、附近地區有四百五十人領洗入教。
沙勿略採用教會本土化的方式傳教。沙勿略登陸日本後，馬上發現日本的情況和印度的大異其趣，日本人的生活習慣，思想文化原來比印度的複雜多了；他意識到不能把在印度使用的傳教方法搬到日本，在這裡首先必須學習日本語言，認識日本文化，哲學思想，並採用日本人的風俗習慣，而且要花費很長的時間才足以使一個人皈依基督。沙勿略從日本寫回歐洲的信立刻被公布出來，吸引了無數人的興趣，也產生極大的共鳴。一時，他被推崇為現代的傳教士。
儘管沙勿略得到地方大名的支持，並打算到京都謁見天皇並取得日本全國傳教之權，但兩者均未成功。他在1551年離開日本前往中國傳教。這時日本有教友一千。
織田信長對從西洋傳來的基督教非常歡迎。織田信長在安土城設有基督教的教堂，並且容許基督教的傳教士到日本傳教。信長統治市民的政策相對豐臣秀吉和德川家康比較寬鬆，對基督信仰也不例外。所以在安土桃山時代的基督教發展十分蓬勃，直到江戶時代初期才逐漸減退。
豐臣秀吉時代開始後、基督教勢力擴大。十六世紀末葉相繼發生各地信奉佛教或神道的大名迫害吉利支丹的事件；相對的，信奉天主教的吉利支丹大名與吉利支丹燒燬本地寺廟和神社並迫害僧侶等事件也時有所聞。此外，葡萄牙商人將日本人當作奴隸販賣到海外的事情爆發後，豐臣秀吉遂於天正15年（公元1587年）頒佈《伴天連追放令》，定基督信仰為邪教。不過著眼於南蠻貿易的實際利益，並未大規模地迫害該教。因此天主教仍在暗地裡布道傳教，受洗成為吉利支丹的日本人也不會被公家強迫還俗。不過，文禄5年（公元1596年）10月發生西班牙船艦「聖菲利浦號」漂流至土佐國的聖菲利浦號事件，豐臣秀吉再度於12月8日頒布禁教令。耶穌會後進入日本傳教的方濟各會非常活躍，對於禁教令相當挑釁，故京都奉行石田三成下令逮捕京都內的方濟各會成員與基督徒，並予以處刑。

### 江戶時代
德川家康統一天下後，承認基督教傳播。德川幕府第三代將軍德川家光力主鎖國政策，1616年下令禁止長崎和平戶兩港口外的對外貿易。大名們失去貿易收入，轉向對領地民眾增加稅收來維持收入。島原藩主松倉重政於1621年開始建築島原城，並鎮壓天主教基督徒。1637年10月，島原的天草四郎時貞率領人民，包围富岡城，爆發島原之亂。之後幕府軍連同九州眾大名，攻克原城。
江戶幕府懷疑西方傳教士與起義有關，於是驅逐葡萄牙商人，並屠殺天主教基督徒。此後倖存的教徒成為地下教徒（地下天主教）。寛永十年（公元1633年）江戶幕府採取鎖國政策後、頒布了「禁教令」。基督徒被迫更改信仰以及被流放到外國。後來江戶幕府為了阻止外國傳教，決意與信仰天主教的西班牙及葡萄牙斷交。

## 明治維新後
1868年，明治維新後，政府重新允許基督教傳播，但明治憲法规定大日本帝國以神道教為國教。然而基督教的影響力已不如當年在安土桃山時代傳入時強大。雖然日本在維新時吸收了大量西洋文化。
二戰中，日本軍政府為了方便掌控制定宗教團體法，將日本所有教會解散，並組織日本基督教團（日本キリスト教団）。日本軍政府惟恐基督教勢力受美國影響和支配，強制關閉了許多教會，並監禁不願意加入日本基督教團的基督徒。

## 二戰時期
反對戰爭的教會：
有日本長老會（Nihon Kirisuto Kyodan）和新教教派公理會（Kumiai Kyokai），他們主張世界和平停止發起戰爭。經過滿洲九一八事變（Manchurian incident）後，透過海外基督徒國際組織，向日本政府懇求停止攻擊。但主要以西方傳教士為主，他們反對透過戰爭來達到目的，而教會內的日本人信徒是偏向支持發動戰爭。在1941年，日本長老會經過被迫害及函館牧師 Koyama Munehiro拒絕在戰爭地方作日常朝聖被殺後，教會成員更反對政府發起的戰爭。最終引起一連串事件，包括有不同相關禁止教會的法案，及針對信徒的處罰等的情況出現。
日本聖公會（Nippon Sei Ko Kwai／Nihon Kirisuto Kyokai），主教約翰．麥金（The Rt. Rev. John McKim）的女兒貝西．麥金（Miss Bessie McKim）在二戰時期從夏威夷啟程到日本，擔任東京聖盧克斯醫院兒童康復病房的負責人。並同時協助東京教會的翻譯及教育事工。在日本期間提倡和平及停戰的兒童教育，並在醫治和藝術上教導學生要愛顧孤兒寡婦。
支持戰爭的教會：
日本基督教會（United Christian Church of Japan／Nihon Kirisuto Kyodan）。在1939年由政府所設立的「宗教團體法」（the Religious Organization／宗教団体法／宗教法人法），透過法例管治日本家內宗教團體後，全日本的教會決定在1941年由超過三萬位信徒，及超過二百間教會，成立日本基督教會（UCCJ）。他們因為受制政府的管治所限，在二戰時期日本基督教會的信眾，普遍性是支持當時天皇所發起的戰爭決定。
1930年初開始，日本政府已開始要求學校需要推行，神道教的儀式如參拜神社，及在學校推動愛國思想教育。這些正影響日本教會信眾對信仰的追求。起初，基督徒團體會發起反對行為，後來也被神道教的傳統影響，讓他們意識形態上認為天皇是代表他們，需要為他獻出自己的生命。經過滿洲事件後，信眾更被引發對天皇的崇拜，跟隨他的決策，而遵守政府的指示和政策。有教會或是信徒被迫追隨放棄自己信仰核心價值，都會受到政府所委派的監察者威脅。
當1941年太平洋戰爭開始，日本政府加強針對教會的管治，立例禁止提倡反戰和反日的言論。政府同時逮捕和關押外國宣教士，禁止教會舉行崇拜和聚會等。

## 二戰後
1947年制定的日本國憲法，完全保障宗教自由，日本逾四百年打壓基督教傳播的政策才正式終止。
二戰後，日本基督教得以自由傳播，但至今信仰基督教人口只佔百分之一，影響力遠不及日本當地的神道教及中國傳來的佛教，此外，強烈的神道教文化使日本包含基督教在內難以傳播和吸引信眾。雖然日本和韓國同樣由美國駐軍和受美國文化影響，但不同的是，在韓國的基督教得以迅速傳播並發展為至今韓國社會的主流宗教（逾三分之一），而其他亞洲國家信仰基督教人口的比例也較日本信仰基督教人口的比例高。基督教在日本的發展遠不及其他亞洲國家，但基督教文化卻時常展現在日本人的生活之中。

### 引用
1. ↑   (PDF). 文化廳. : 第35頁. （原始内容存档 (PDF)于2019-12-21） （日语）.
2. ↑   Handbook of Christianity in Japan，P75-76
3. ↑  Handbook of Christianity in Japan，P266-267
4. ↑  Hawaiian Church Chronicle - volume 37, 1947，P5
5. ↑  日本，愛知教育大堂研究報告，53（人文，社會科學編，PP59-68，March，2004，日本におけるキリスト教宣教の歷史考察III，Tomobumi KUROKAWA
6. ↑  Church growth in Korea and Japan，P96
7. ↑  Handbook of Christianity in Japan，P82-87
8. ↑  Handbook of Christianity in Japan，P163-167